# 152 mm M1937
Il 152,4 mm modello 1937 o ML-20 era un cannone/obice utilizzato dall'Armata Rossa durante la seconda guerra mondiale. L'arma rimase in servizio anche dopo la fine del conflitto. Venne fornito anche ad altri stati ed è ancora in servizio in alcuni paesi africani ed asiatici.
Quest'arma fu la prima a essere classificata come "obice-cannone", in quanto poteva svolgere benissimo entrambi i ruoli.

## Storia
Lo sviluppo cominciò nel 1934 e venne portato avanti dal gruppo di progettazione dello stabilimento militare Motovilicha guidato da F.F. Petrov. Nello stesso tempo il gruppo di progettisti portava avanti anche un altro progetto, designazione ML-15, per un pezzo di artiglieria sempre da 152 mm. Nel 1936 le due armi furono provate. Alla fine venne deciso, per motivi economici, di produrre il modello 1937. Nonostante l'ML-15 si dimostrasse per alcuni aspetti superiore, il modello 1937 utilizzava la canna del 152 mm M1910/34. Questo componente veniva prodotto sempre dalla fabbrica di Motovilikha. Per l'affusto si optò per quello dell'ML-15, più leggero di quello del modello 1937 e che, con la designazione 52-L-504A, verrà utilizzato anche per il cannone A-19 da 122 mm. Questa scelta rese necessario installare un freno di bocca che riducesse la forza del rinculo del pezzo.
In totale verranno prodotti, tra il 1937 e il 1947, 6.884 ML 20. Venne realizzata anche una versione accorciata, ML-20S, con la quale vennero armati i semoventi SU-152 e ISU-152. Furono 3.242 gli ML 20S prodotti.

## Impiego
L'arma era pensata per essere impiegata a livello di artiglieria divisionale ma in realtà alla fine venne utilizzata a livello di Corpo d'armata o d'Armata. Fu anche inserita nelle brigate e nelle divisioni di artiglieria a disposizione della riserva dello Stato Maggiore.
In combattimento si dimostrò un'arma potente anche se pesante e vennero utilizzati anche dai tedeschi che ne catturarono diversi esemplari e lo immisero in servizio come 15,2 cm KH 433/1(r). L'affusto del pezzo fu utilizzato anche per il 12,8 cm PaK 44.
Essa disponeva di una gittata superiore a quella di molti pezzi d'artiglieria tedeschi, specialmente gli obici da 149 mm, e se necessario (come lo era nel caso dei semoventi) poteva essere impiegata in ruoli anticarro, siccome nella concezione sovietica dell'artiglieria ogni cannone o obice è una potenziale arma anticarro. Esso, per il ruolo specifico poteva disporre di una granata AP da ben 40 kg di peso, oppure usare la normale HE,ad alta velocità, per un peso di 45 kg. Con l'evoluzione dei carri armati durante la seconda guerra mondiale venne introdotto il proiettile HEAT da 32 kg, utilizzato tutt'oggi, con gli opportuni ammodernamenti, su odierne armi dello stesso calibro.
Nel dopoguerra questa artiglieria è rimasta a lungo in servizio, sia nei semoventi che soprattutto come arma trainata. Comunque essa ha avuto meno logevità degli obici da 152mm coevi, più limitati in gittata ma con grande maneggevolezza e un proiettile da ben 51 kg.